# Undulipodia
Undulipodia (l.poj. undulipodium) – organelle występujące u wielu pierwotniaków np. u orzęsków, płazińców, które pełnią funkcję narządów ruchu. Występują pod postacią rzęsek lub wici. Ruch odbywający się przy użyciu tych organelli nazywany jest ruchem undulipodialnym. 